# Ирасек, Алоис
Алоис Ирасек (чеш. Alois Jirásek; 23 августа 1851[…], Hronov — 12 марта 1930[…], Нове-Место) — чешский писатель и общественный деятель. Член Чешской академии наук и искусства.

## Биография
Алоис Йирасек родился в 1851 году в городе Гронове.
Работал школьным учителем. Автор объёмного цикла исторических романов, изображающих движение гуситов, период австрийского господства («тьмы») и национального возрождения; создал драматическую серию «Ян Гус», «Ян Жижка», «Псоглавые» и «Ян Рогач». Он также автор ярко написанных и переведённых на многие языки «Старинных чешских сказаний» — обработки (а в ряде случаев и собственной беллетристики по мотивам) чешских легенд для детей и юношества. В книгу кроме собственно чешских включены и словацкие легенды о Юрае Яношике и еврейские о Големе.
«Сказания» охватывают события чешской истории с древнейших времен до конца XVIII века. В первой части, «Сказаниях времен языческих», описаны быт и верования чешского народа до IX века, до начала письменности и проникновения христианства на чешскую землю. Далее следуют «Сказания времен христианских»: от IX века до конца средневековья. Завершается цикл «старинными пророчествами».
В своём стиле Йирасек ориентируется на Вальтера Скотта, его позиция — патриотическая, конфликты довольно прямолинейны, что делало его романы и пьесы очень популярными в период становления независимой Чехословакии. Именно Йирасек прочёл на Вацлавской площади в 1918 прокламацию независимости Чехословакии. С 1920 года Йирасек был депутатом Сената от крайне правой Национал-демократической партии. Умер в Праге, но похоронен был в родном Гронове.
В 1930—1940-е годы Йирасек критиковался левыми (например, Юлиусом Фучиком) за участие в создании официозной «буржуазной» мифологии Чехословацкой республики. Однако после прихода к власти коммунистов в 1948 году творчество Йирасека по личному распоряжению К. Готвальда активно пропагандировалось как образец патриотизма. По словам президента К. Готвальда, произведения Ирасека учат чешский народ правильному пониманию его прошлого, укрепляют его самосознание, наполняют действенным оптимизмом и верой в творческие силы народа.

## Память
- В 1960 году в Праге установлен памятник Алоису Йирасеку.
- В 1953 году режиссёр Вацлав Кршка снял биографический фильм о писателе «Молодые годы».